# Laurella vianai
Laurella vianai är en stekelart som först beskrevs av Gemignani 1947.  Laurella vianai ingår i släktet Laurella och familjen Eucharitidae. Inga underarter finns listade i Catalogue of Life.